# Ischnoptera rugosa
Ischnoptera rugosa är en kackerlacksart som beskrevs av Guilherme A.M.Lopes och de Oliveira 2006. Ischnoptera rugosa ingår i släktet Ischnoptera och familjen småkackerlackor. Inga underarter finns listade i Catalogue of Life.